# Haiman El Troudi
Haiman El Troudi Douwara (Barinitas, 1970) es un ingeniero, planificador e investigador venezolano que ha ocupado distintos cargos públicos en su país, entre los que destaca Ministro para el Transporte Terrestre y Obras Públicas, Ministro de Planificación y Desarrollo, Ministro del Despacho de la Presidencia y diputado a la Asamblea Nacional para el período 2015-2020 por el estado Miranda. Casado con María Eugenia Baptista que trabajaba en el Metro de Caracas-Guarenas-Guatire, Baptista creó el 21 de noviembre de 2013 una pequeña empresa en Lisboa, de nombre Publicicorp (sin empleados ni actividad), que en cuestión de dos meses le sirvió para adquirir un inmueble, por 1,5 millones de euros. Lo hizo mediante un crédito del Banco Espirito Santo de Portugal por 900.000 euros, según copias de la escritura y el contrato de hipoteca obtenidos en el registro inmobiliario de Lisboa.

## Biografía
Haiman El Troudi nació en el poblado de Barinitas, estado Barinas, el 16 de junio de 1970. Realizó estudios en Ingeniería de Sistemas en la Universidad de los Andes, para luego especializarse en áreas relacionadas con la planificación, investigación y docencia.
Al inicio de su carrera se desempeñó en el año 2001 como docente en la Universidad Politécnica José Félix Ribas en el estado Barinas (antiguo IUTEBA), del cual fue cofundador y directivo hasta el año 2003.

## Carrera Política
Posteriormente se desempeñó en diversos cargos públicos dentro del Ejecutivo Nacional. Cumplió funciones directivas y de asesoría en los ministerios de Planificación, Educación Superior, Comunicación e Información, así como Director de Relaciones Nacionales de la Presidencia de la República y parte Consejo Presidencial del Motor “Moral y Luces”.
En el plano internacional, representó a Venezuela ante el Consejo Ministerial del Fondo OPEP para el Desarrollo Internacional, Gobernador Principal ante el Banco Mundial y Gobernador Alterno ante el Banco Interamericano de Desarrollo.
En el año 2004 como parte de sus actividades políticas, se desempeñó como Secretario del Comando Nacional Maisanta que organizó la campaña electoral a favor de la opción “NO” en el Referéndum Revocatorio Presidencial, que resultó triunfadora en agosto de ese año. 
Asumió la Dirección del Despacho de la Presidencia de la República (actualmente Ministerio del Poder Popular del Despacho de la Presidencia y Seguimiento de la Gestión de Gobierno) durante los años 2005 y 2006.
En el año 2007 fundó, junto a otros analistas, el Centro Internacional Miranda, institución que desarrolló el debate político y social sobre las principales corrientes de pensamiento de la izquierda. En esta institución fue coordinador del programa de investigación “Socialismo del Siglo XXI”.
En 2008 fue designado como Ministro para la Planificación y el Desarrollo (Ministerio del Poder Popular de Planificación, cargo que desempeñó hasta 2009.
Entre 2010 y 2014 fue presidente del Metro de Los Teques, cargo que también ejerció entre mayo de 2013 y 2015 presidente del Metro de Caracas, siendo este, el más importante servicio de transporte público de la capital venezolana, donde desarrolló un plan de recuperación del sistema subterráneo.
En 2012 se crea Cresswell Overseas, una sociedad offshore constituida en Panamá y administrada por el gestor portugués Paulo Murta, propiedad de María Eugenia Baptista Zacarías. El 21 de noviembre de 2013 Baptista crea una pequeña empresa en Portugal de nombre Publicicorp mediante el cual recibió un crédito del Banco Espíritu Santo de 900 mil euros para la compra de un apartamento de 1.5 millones de euros, la esposa de El Troudi recibió en Portugal un visado de oro a finales de 2013 tras comprar un apartamento dúplex en un edificio de lujo ubicado en la calle Ivens 31 en Chiado, un barrio en el corazón de Lisboa, por 1,5 millones de euros. En total, Odebrecht destinó $92.1 millones a las cuentas bancarias de Cresswell Overseas entre septiembre de 2012 y diciembre de 2014.
En enero de 2013 en Macao se crea una sociedad offshore llamada Eurasian Investimentos Limitada,  administrada por el suizo Michael Ostertag y portugués Paulo Murta.
En mayo de 2013 El Troudi fue designado como Ministro para el Transporte Terrestre y las Obras Públicas, siguiendo de manera simultánea con la dirección del Metro de Caracas.
En este cargo, El Troudi presentó el plan de Soluciones Viales para Caracas y otras ciudades de Venezuela. Dicho plan impulsó la construcción de distintas obras de infraestructura para mejorar la circulación vehicular y la movilidad, durante los años 2013 y 2015, significando el mayor proyecto de obras públicas en materia de tránsito terrestre en las últimas décadas.
En el año 2013 funda el proyecto Viarte a través del cual artistas venezolanos muestran su talento en algunas autopistas y avenidas del país. En el marco de ese proyecto, la obra más destacada construida bajo la rectoría de El Troudi fue el Monumento Manto de María Divina Pastora, que se ubica de primero entre los monumentos marianos más altos del mundo. El 2 de septiembre de 2014 es ratificado en el cargo de ministro de transporte terrestre.
En el año 2015 fue nombrado como Vicepresidente Sectorial para el Desarrollo Territorial y asumió la coordinación nacional de la Misión Transporte, plan del Gobierno de Venezuela para la sustitución y ampliación de la flota vehicular que sirve al transporte público con autobuses, microbuses y taxis. 
Ese mismo año fue postulado como candidato a diputado por el voto lista del estado Miranda por el Partido Socialista Unido de Venezuela (PSUV) y otras organizaciones integrantes del Gran Polo Patriótico, resultando electo para conformar la Asamblea Nacional durante el período 2015-2020. En el Poder Legislativo se incorporó en la Comisión Permanente de Administración y Servicios. 
Además de sus actividades en la función pública, ha escrito un conjunto de ensayos y textos de forma individual y grupal.
En 2017, la fiscalía en Suiza congeló 42 millones de dólares en varias cuentas bancarias de Elita Del Valle Zacarías Díaz, suegra del Haiman El Troudi, y tanto la Elita del Valle como la esposa de El Troudi, María Eugenia Baptista Zacarías, fueron citadas en calidad de imputadas por estar presuntamente relacionadas con el caso de corrupción de Odebrecht. Las autoridades suizas encontraron una relación entre la esposa y la suegra de El Troudi (María Eugenia Baptista Zacarías y Élita del Valle Zacarías Díaz) con al menos 42 millones de dólares depositados en ocho cuentas bancarias, entre las que destaca una abierta a nombre de la panameña Cresswell Overseas. La fiscal general de la Confederación Suiza, Francesca Ghilardi, en un documento apostillado envió a Venezuela el 13 de diciembre de 2017 a la sede de la Fiscalía de Venezuela.
En 2018 es detenido en Madrid Paulo Murta, el gestor de Cresswell Overseas, empleado élite del banco Espírito Santo y deportado en julio de 2021 a EE UU para ser procesado en una corte de Houston,
En julio de 2020 documentos publicados en los Pandora Papers reseñaron que  El Troudi recibió más de 92 millones de dólares en sobornos de Odebrecht, dinero que le permitió a su esposa obtener una visa dorada en Portugal. Mientras se investigaba el cierre del Banco Espírito Santo(BES). Una carta del 8 de enero de 2020 entre fiscales de Portugal Olga barata dieron a conocer que el venezolano Leopoldo José Briceño Punceles había aparecido como el “titular formal” de Cresswell Overseas, pero esta entidad realmente pertenecía a María Eugenia [Baptista] Zacarías, esposa de Haiman El Troudi”. El fiscal también dijo en la carta que Baptista Zacarias es una “ciudadana venezolana residente en Portugal” y que estaba representada por un abogado venezolano, Luis Henrique Delgado Contreras. El documento también informó que tanto Baptista Zacarias como Delgado participaron en “varias reuniones con elementos del BES

## Controversias
En el caso específico del metro Caracas-Guarenas-Guatire evidencia el derroche y la corrupción. La obra comenzó con un presupuesto de 1.303 millones de dólares y aplicó la fórmula de los sobreprecios que en 2006, Hugo Chávez aprobó el presupuesto, Tras 24 modificaciones al presupuesto inicial, entre el 2006 y el 2012 el monto creció hasta los $8.981 millones, aprobado por Haiman El Troudi como representante del Estado. La obra solo avanzó un 27% y se encuentra abandonado. 
Ha sido vinculado a casos de corrpción al encontrarse empresas offshore en los Pandora Papers, una filtración de paraísos fiscales en octubre del año 2021, El Troudi recibió más de 92 millones de dólares en sobornos de la constructora multinacional brasileña Odebrecht a través de un esquema de lavado de dinero creado por el Grupo Espírito Santo (GES), a través de  Cresswell Overseas, una sociedad offshore constituida en Panamá y administrada por el gestor portugués Paulo Murta, colaborador clave del banquero Ricardo Salgado
Entre 2012 y 2014 El Troudi ocupó tres cargos a la vez: presidente del Metro de Los Teques, presidente del Metro de Caracas y Ministro de Transporte Terrestre y Obras Públicas.
Entre 2012 y 2016 dos empresas recién creadas y a nombre de la suegra y del cuñado del exministro, Elita Del Valle Zacarías Díaz y Pedro Donaciano Baptista Zacarías respectivamente, compraron tres apartamentos en una zona lujosa de París, que sumaban un total de 5,5 millones de euros. La investigación periodística refiere que la empresa "Santa Elena Estates INC", constituida en la isla San Cristóbal y Nieves el 24 de abril de 2012, compró en julio de ese mismo año dos apartamentos: uno por 1,2 millones de euros y otro por 2,3 millones de euros. El primero fue vendido en noviembre de 2022 por 966.000 euros. El tercer apartamento lo adquirió "Saint Mathis 238" constituido como empresa en Francia en julio de 2016, por 2 millones de euros. Uno de los departamentos fue cedido con la opción de compraventa a los familiares de El Troudi a través de una “cláusula de sustitución”por el empresario venezolano Domingo Amaro Rangel, quien desde el año 2000 ha estado relacionado con más de 30 empresas ubicadas en Venezuela y Panamá. Durante su gestión, El Troudi usó documentos complementarios para modificar los montos en los contratos de obras como Metro Caracas-Guarenas-Guatire, Línea 5 del Metro de Caracas, Línea 2 del Metro Los Teques y Metrocable Mariche-La Dolorita.
En 2017, la fiscalía Suiza congeló los fondos de varias cuentas bancarias más de 42 millones de dólares pertenecientes a la esposa y la suegra de El Troudi, María Eugenia Baptista Zacarías y Elita Del Valle Zacarías Díaz, Esta medida recayó sobre varias cuentas a nombre de Zacarías Díaz en el banco Credit Suisse, por 28 millones; Banque Heritage, por 4 millones; y BNP Paribas, por 10 millones de dólares, según reseña el portal Cuentas Claras contra la Delincuencia organizada (CCD). Suiza envió las pruebas a la Fiscalía venezolana. El fiscal 55.º nacional, Pedro Lupera, está a cargo de las investigaciones pero la investigación fue cerrada por orden de un tribunal nacional que consideró nula.
Una investigación en 2023 del Ministerio Público de Venezuela develó años atrás (2015) una trama criminal del exministro chavista Haiman El Troudi que llevó a fiscales venezolanos hasta Suiza, donde fueron congelados los bienes de la esposa y suegra del exfuncionario. La fiscal general de la Confederación suiza, Francesca Ghilardi, envió al Ministerio Público venezolano, documentos que resumió que millones de francos suizos salieron de una de las compañías fachada de Odebrecht hasta las cuentas bancarias de la empresa Alfa International, S.A. y de ahí pasaron a cuentas de eugenia Baptista
Una investigación en curso en 2023, relacionada con un intento de extorsión al empresario venezolano Domingo Amaro Rangel. En este caso, se han descubierto pruebas que señalan la posible implicación del exministro Haiman El Troudi señalado de recibir sobornos por parte de Odebrecht y el abogado venezolano Argenis Azuaje Domínguez en esta trama de extorsión entre 2010 y 2015. 

## Esposa de Haiman
Su nombre María Eugenia Baptista Zacarías es hija de Elita Del Valle Zacarías Díaz y Pedro Baptista, recordado hípico, dueño del caballo Cañonero que en 1971 estuvo a punto de ganar la Triple Corona de Estados Unidos, trabajó en el Metro de Caracas, vivió con sus hijos en una quinta bautizada con el nombre del potro en el sector de La Florida, en Caracas, luego se mudaría a Portugal